# アンドリュー・ブロクサム

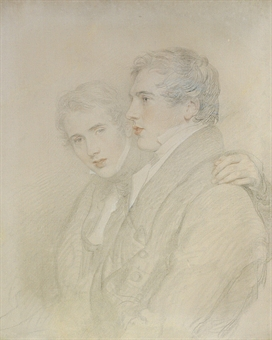
アンドリュー・ブロクサムと兄のリチャード
叔父の画家トーマス・ローレンスの画

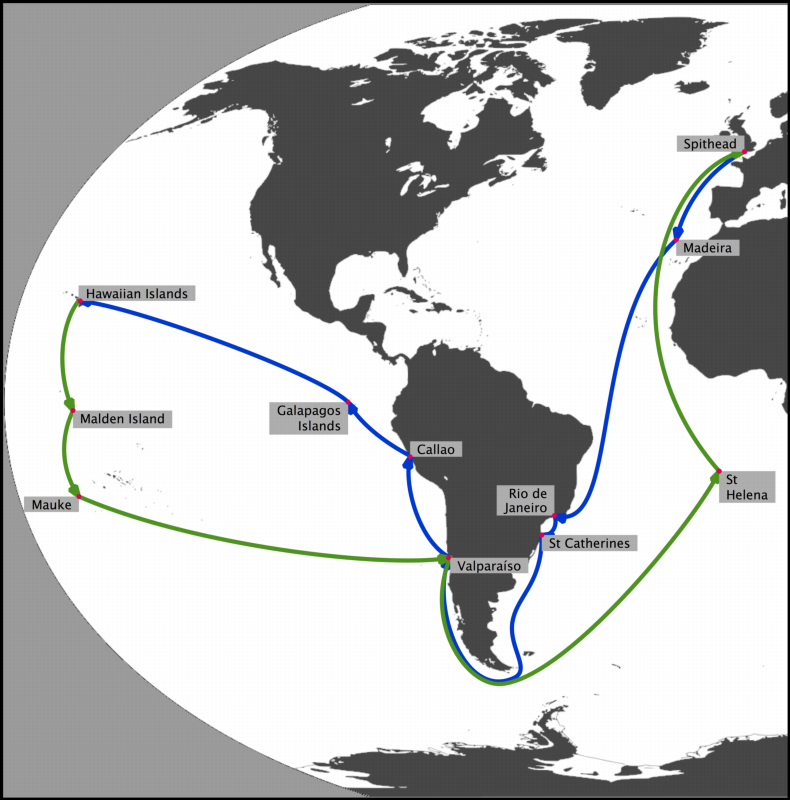
ブロンド号の旅程

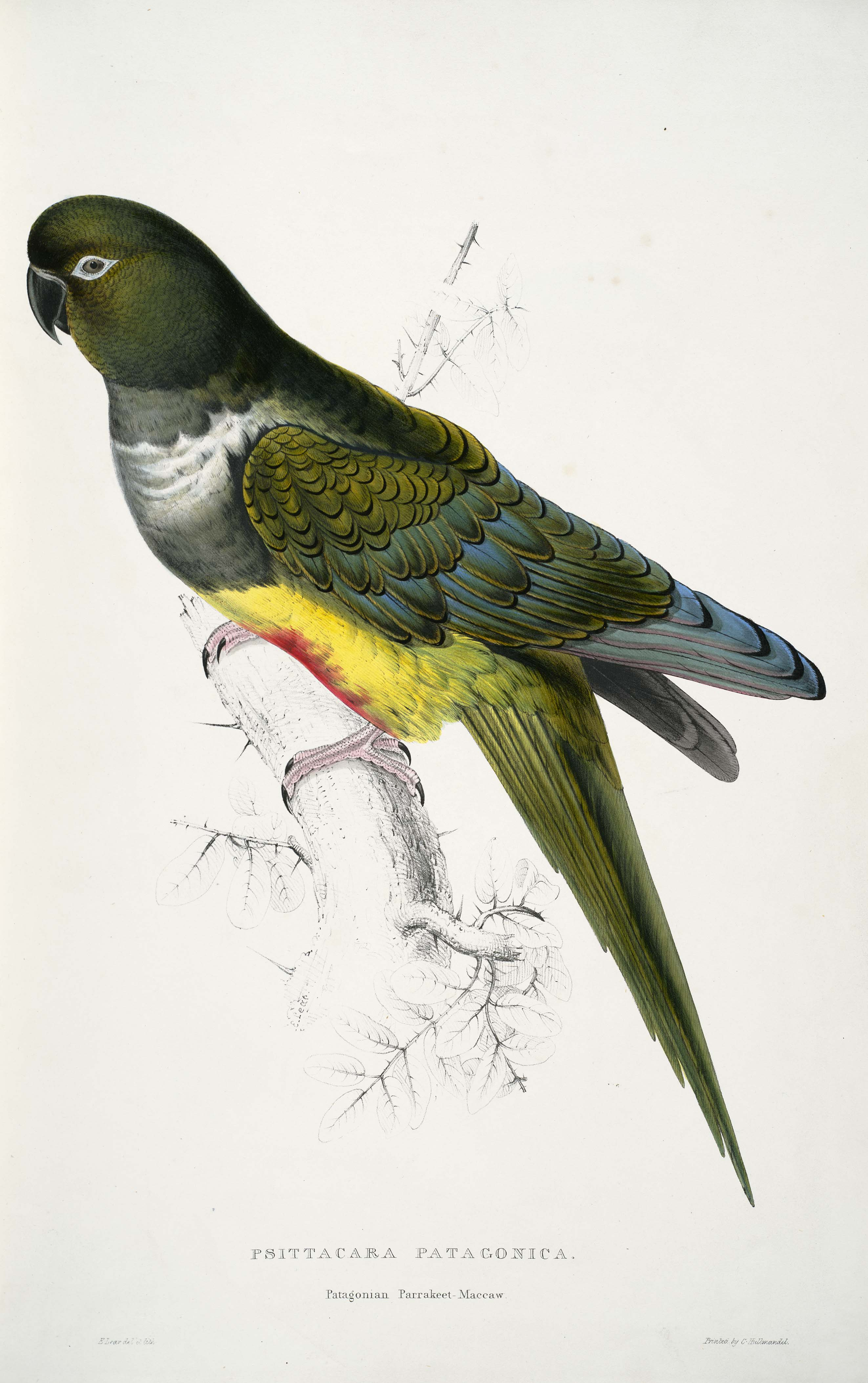
Cyanoliseus patagonus bloxami
(画)エドワード・リア

アンドリュー・ブロクサム（Andrew Bloxam、1801年9月22日 – 1878年2月2日）は、イギリスの聖職者、博物学者である。1824年から1826年の間、南米をめぐり、太平洋を航海したイギリス軍艦、ブロンド号に博物学者として乗船し、主に鳥類を収集した。その後、イングランド国教会の牧師として働き、地域の植物を研究した。

## 略歴
ウォリックシャーのラグビーで生まれた。父親はラグビー校の校長を務めたリチャード・ルース・ブロクサム（Richard Rouse Bloxam）で母親は画家のトーマス・ローレンス卿の妹である。ラグビー校で学んだ後、オクスフォード大学のウスター・カレッジで学んだ。
1824年8月、詩人のバイロンのいとこであるバイロン卿（George Byron, 7th Baron Byron）が船長を務めたブロンド号の博物学者に任じられた。兄のトーマス・ブロクサムは牧師として参加した。航海は18ヶ月以上にわたり、南米やガラパゴスやハワイ諸島などの太平洋の島々を訪れた。この航海で集められた標本類は後に大英博物館に収蔵された。
1826年3月15日に帰国した後6月に叙階されイングランド国教会の牧師となった。しばらくレスターシャーで働いた後、アサーストンで説教師を務めた後、1840年頃、レスターシャーのトワイクロスのヴァイカー（教区主管者代理）になり、1872年頃までトワイクロスで過ごした。その後、ラドフォードセメル、ハーバラマグナで働いた。

## ブロンド号の航海
ブロンド号の航海の第一の目的はイギリス訪問中に麻疹に罹患して死亡したカメハメハ2世と王妃の遺体を帰国させることにあった。ブロクサムが博物学者として乗船した他、王立園芸協会はスコットランド人の植物学者、ジェームズ・マクラエ（James Macrae）を派遣し、彼の航海日記はウィリアム・ウィルソン（William Wilson）によって編集され1922年に出版された。ブロンド号は1924年9月にスピットヘッドを出航し、11月にブラジルのリオデジャネイロに寄航した。ブラジルを1825年1月に出航し、チリのバルパライソに向かい、2月初めに到着した。陸地に沿って北上し3月半ばにペルーのカヤオに到達した。4月初めまでカヤオに留まった後、ガラパゴス島を経て、5月初めにハワイ諸島に到着した。一行は6月半ばにハワイを出発し、マルデン島、クック諸島のマウケ島に寄航し、チリの海岸を探検するなどして1926年3月にスピットヘッドに帰還した。この航海では、ブロクサムはおもに鳥類の収集を行った。マクラエの航海の記録では博物学者としての技量を批判的に評されているが、収集した標本は念入りに保管し、約百点に及ぶ鳥類の標本のほか、昆虫や貝類や地質学の標本を持ち帰った。鳥類の標本には、ハワイ諸島の11種の、27の標本が含まれる。その中には絶滅したツグミ科の種、ʻĀmaui（Myadestes woahensis）や、アトリ科の種、Oʻahu ʻakepa（Loxops coccineus wolstenholmei）がある。
チリで採集したインコ科の種、Cyanoliseus patagonus bloxamiの学名にブロクサムの名前が命名された。
聖職者として働くうちに鳥類学 への関心を失い、植物学に熱心な牧師、チャーチル・バービントン（Churchill Babington）やイギリスの先駆的な菌学者のマイルズ・ジョセフ・バークリーと知り合うことによって、植物学の分野で働いた。菌類や植物の20の種を記載し、採集できた植物のリストをヒューイット・ワトソン（Hewett C. Watson）に提供し、ワトソンのTopographical Botanyの執筆に貢献した。
イッポンシメジ科の種、Entoloma bloxamiiに献名されている。